# مالتی‌پلکسینگ تقسیم طول‌موج
مالتی‌پلکسینگ تقسیم طول‌موج (به انگلیسی: Wavelength-division multiplexing) یا به اختصار WDM که همتافتگری تقسیم طول‌موج  نیز نامیده می‌شود، گونه‌ای از فناوری در مخابرات نوری است که چندین سیگنال مدوله شده روی فرکانس حامل نوری را بر روی یک فیبر نوری مالتی پلکس می‌کند. این کار با استفاده از طول‌موج‌های مختلف (رنگ‌های مختلف) نور لیزر انجام می‌شود؛ به این صورت که هر سیگنال روی یک طول موج (رنگ) قرار می‌گیرد و سپس تمام طول موج‌ها (رنگ‌ها) روی یک فیبر و به صورت هم‌زمان ارسال می‌شوند. این کار ظرفیت یک فیبر نوری را برای ارسال اطلاعات چند برابر می‌کند. هم چنین، امکان ارسال دوسویی (دو طرفه) اطلاعات از دو سر یک فیبر را نیر فراهم می‌کند. چنین روشی در مخابرات رادیویی به نام مالتی پلکس کردن بر اساس تفکیک فرکانس (FDM) شناخته شده است، امّا در مخابرات نوری به نام WDM شناخته می‌شود.